# 日本型雇用システム
日本型雇用システム（にほんがたこようシステム）は、かつて日本企業にみられた、固有の「新卒一括採用」、「年功序列型の賃金」、「終身雇用」のいわゆる「三種の神器」を中心に形成された雇用システムであり、これに「企業内組合」が加わることがある。企業にとっては毎年、計画的に採用できるというメリットがある。戦後の復興期から高度経済成長期に形成され、戦後日本の高度経済成長を支えたが、バブル崩壊後の平成不況の長期化をきっかけに崩壊しつつある。
OECDは、「新卒一括採用、終身雇用、年功序列賃金・昇進制度、定年、企業内教育」といった日本の伝統的雇用システムは日本が若く人口増加している時代には有効であったのだが、一方で高齢者や働く女性、労働力の流動化を妨げるとしている。日本型雇用システムは、人生100年時代には不向きであり、日本が人的資本をより有効活用するためには、非正規雇用（女性と高齢者が多い）と正社員の間の労働市場の二極化を打破しうる、年齢ではなくパフォーマンスに基づく柔軟な雇用と賃金制度が必要であるとOECDは報告している。

## 概要
前述の「3種の神器」をはじめとし、新卒一括採用などの日本固有の雇用システムは、他国では類を見ない独自の習慣であり、これが戦後日本の高度経済成長を支え、日本を世界有数の経済大国へと成長させた。
長期雇用や年功賃金といった雇用慣行が定着したのは、高度経済成長期であった。
経済成長が引き続き見込まれる中で、日本企業にとって長期雇用を前提に長期的な視点に立ち人材育成を行うことで、組織としての一体感の醸成、その企業特有の能力の効率的な育成・蓄積のため、若年者にはより低く、中高年者には生産性より高い賃金を支給することで、労働者の流出を防ぎながら、一人の労働者人生全体として、生産性に見合った賃金を支給することは合理的であった。
それは同時に、雇用の安定が達成され、労働者や社会にとっても、社会不安を払しょくし、また、長期雇用を前提とした新規学卒者の一括採用慣行により、技術のない新規者が学校卒業後に失業を経験せずに就職できることにより、若年失業の国際的に低い水準を達成させるなど、労働者と社会双方の安定につながっていた。
一方、経済成長が鈍化し、賃金制度の前提として当初見込んだ成長が見込めない状況に陥った場合には、制度の見直しが必要となる。
しかし、近年に至り経済のグローバル化をはじめとする経済環境や価値観・文化など変化に伴い、この日本的雇用システムも時代に合わせ変化していった。日本では特にバブル崩壊後の平成不況の長期化は、多くの企業に退職勧奨や希望退職者の募集などの雇用調整を迫り、日本的雇用システムの崩壊を予見させた。2000年代初頭に、成果主義的な賃金制度を導入する企業が相次いだ。しかし、短期的に成果に結び付く職種にのみ人気が集中したり、成果が出たように偽装する要領のよい人だけが評価されたりするなど運営上の問題が続出し、多くの企業で定着しなかった。

## 経団連による見直し
グローバル化やデジタル化の世界的な進展により、国際的な人材獲得競争が激化、過去の雇用制度のままでは、優秀な人材や高度な最新のデジタル技術を持っている人材の獲得が困難になっている。また、採用活動では新卒が重視される風潮下で、中途採用が抑制されるために、雇用環境の厳しい時期に不採用となった優秀な人材の再雇用が阻止されるなど、労働者にとってもデメリットがあることが指摘された。このため、2020年の春闘では、経団連の中西宏明が、このシステムの見直しを問題提起した。
具体的な方策として経団連は、これまでの新卒一括だけでなく、中途採用や通年採用を組み合わせて採用の多様化を推奨している。賃金制度については、年功序列ではなく、業績や能力の評価を重視した制度に移行させるべきとしている。経団連の立場は、直ちに雇用制度を見直すというのではなく、労使交渉での議論を提案した、という立場である。
これに対して日本労働組合総連合会（連合）は、日本型雇用システムの見直しは、20年間置き去りにされてきた格差の拡大という問題の解決に直結しない可能性があるとして慎重な姿勢を見せている。
連合の神津里季生は、「日本では、これまで人に力点を置いてきた。それが日本の雇用の強みでもあるので、それを念頭に置いたうえで、考えていくべきだ」と発言し、制度の拙速な見直しは、雇用が不安定を招く恐れがあるため、労働者のセーフティーネットを整備したうえで行うべきとの考えを示した。